# Prîseimea, Konotop
Prîseimea (în ucraineană Присейм'я) este localitatea de reședință a comunei Prîseimea din raionul Konotop, regiunea Sumî, Ucraina.

## Demografie
Componența lingvistică a localității Prîseimea
     Ucraineană (91,3%)
     Rusă (8,7%)
Conform recensământului din 2001, majoritatea populației localității Prîseimea era vorbitoare de ucraineană (91,3%), existând în minoritate și vorbitori de rusă (8,7%).